# Raïon de Krasnoperekopsk
Le raïon de Krasnopérékopsk (en russe : Красноперекопский район, en ukrainien : Красноперекопський район, tatar de Crimée : Krasnoperekopsk rayonı) est une subdivision administrative de la république autonome de Crimée, au Sud de l'Ukraine. Son centre administratif est la ville de Krasnoperekopsk.